# Fernando Rey
Fernando Rey   (la Corunya, 20 de setembre de 1917 - Madrid, 9 de març de 1994) va ser un actor espanyol. Era l'actor preferit de Luis Buñuel.
És fins avui un dels set actors que han rebut el Premi Nacional de Cinema del Ministeri de Cultura espanyol, juntament amb Francisco Rabal, Fernando Fernán Gómez, Carmelo Gómez, Javier Bardem, Antonio Banderas i José Sacristán.

## Biografia
Fill d'un cap militar de la Segona República Espanyola, era estudiant d'arquitectura quan va esclatar la Guerra Civil. Les activitats del seu pare el van empènyer durant molt de temps a viure amagat en el moment de la presa del poder per part de Franco. Després va viure acceptant petits papers addicionals per al cinema, però realment va començar la seva carrera a la pantalla interpretant el paper del duc d'Alba en una pel·lícula de 1944: Eugenia de Montijo de José López Rubio. El 1954 va interpretar el rei Felip II a L'Alcade de Zalamea de José Gutiérrez Maesso.
Esdevingut un dels actors preferits de Luis Buñuel, Fernando Rey va tenir un paper important en diverses de les pel·lícules d'aquest últim com Viridiana (1961), Tristana (1970), El discret encant de la burguesía (1972) o fins i tot a Aquest objecte obscur del desig (1977). Va aparèixer a French Connection de William Friedkin l'any 1971, on va interpretar el paper d'Alain Charnier, cap d'una xarxa francesa de narcotràfic. Va repetir aquest mateix paper a French Connection II quatre anys més tard sota la direcció de John Frankenheimer.
Va guanyar el premi al millor actor a Cannes per Elisa, my love de Carlos Saura el 1977.

## Filmografia
| Any  | Títol                                             | Personatge                                        | Notes                             |
| ---- | ------------------------------------------------- | ------------------------------------------------- | --------------------------------- |
| 1994 | El cianuro… ¿solo o con leche?                    | Gregorio                                          |                                   |
| 1994 | Al otro lado del túnel                            | Miguel                                            |                                   |
| 1994 | Arnau                                             | Compte de Barcelona                               | Minisèrie (5 episodis)            |
| 1993 | Madregilda                                        | Padre de Franco                                   |                                   |
| 1993 | Los ladrones van a la oficina                     | Duque de Glanston                                 | Sèrie de TV (1 episodi)           |
| 1993 | Missione damore                                   | Pacheco                                           | minisèrie (3 episodis)            |
| 1992 | La marrana                                        | Fray Juan                                         |                                   |
| 1992 | LAtlantide                                        | Father Mauritius                                  |                                   |
| 1992 | 1492: la conquista del paraíso                    | Marchena                                          |                                   |
| 1992 | Después del sueño                                 | Ramiro Lanza                                      |                                   |
| 1992 | De terre et de sang                               | Sahaladin / Sultan Saladin                        | Telefilm                          |
| 1992 | El Quijote de Miguel de Cervantes                 | Don Quijote                                       | Sèrie de TV (5 episodis)          |
| 1992 | Don Quijote de Orson Welles                       | Escena final Narrador (veu) (no surt als crèdits) |                                   |
| 1991 | Imágenes perdidas                                 | Narrador (veu)                                    | Sèrie TV documental (1 episodi)   |
| 1991 | Naked Tango                                       | Judge Torres                                      |                                   |
| 1990 | La batalla de los tres reyes                      | Papa Pablo V                                      |                                   |
| 1990 | Diceria delluntore                                | Gran Magno                                        |                                   |
| 1989 | I promessi sposi                                  | Conte zio                                         | (5 episodis)                      |
| 1989 | La bahía esmeralda                                | Ramos                                             |                                   |
| 1989 | La esposa ingenua                                 | Il professor Rune                                 | Telefilm                          |
| 1989 | Blaues Blut                                       | Dekker                                            | (1 episodi)                       |
| 1989 | Il ricatto                                        | Magistrato Di Nola                                | Sèrie de TV (5 episodis)          |
| 1989 | Le Grand Secret                                   | Paul Corbet                                       | minisèrie (6 episodis)            |
| 1989 | Buñuel                                            |                                                   |                                   |
| 1988 | El aire de un crimen                              | Fayón                                             |                                   |
| 1988 | Diario de invierno                                | Padre                                             |                                   |
| 1988 | El túnel                                          | Allende                                           |                                   |
| 1988 | Pasodoble                                         | Don Nuño                                          |                                   |
| 1987 | Commando Mengele                                  | Ohmei Felsberg                                    |                                   |
| 1987 | El bosque animado                                 | Sr. Dabondo                                       |                                   |
| 1987 | Mi general                                        | Director Almirante                                |                                   |
| 1986 | Luis Buñuel: constructor de infiernos             |                                                   | Documental TV                     |
| 1986 | Verano del 36                                     | Le général / The General                          | Sèrie de TV                       |
| 1986 | Saving Grace                                      | Cardinal Stefano Biondi                           |                                   |
| 1986 | Hôtel du Paradis                                  | Joseph                                            |                                   |
| 1985 | El caballero del dragón                           | Fray Lupo                                         |                                   |
| 1985 | La Flecha Negra                                   | Warwick                                           | TV Movie                          |
| 1985 | Rustlers Rhapsody                                 | Railroad Colonel                                  |                                   |
| 1985 | Padre nuestro                                     | Cardenal                                          |                                   |
| 1985 | Anno Domini                                       | Seneca                                            | minisèrie (5 episodis)            |
| 1985 | A.D. Anno Domini                                  | Seneca                                            |                                   |
| 1984 | Un amour interdit                                 | Piacchi                                           |                                   |
| 1984 | La venganza (The Hit)                             | Policia                                           |                                   |
| 1983 | The Life and Times of Don Luis Buñuel             |                                                   |                                   |
| 1983 | Bearn o la sala de las muñecas                    | Don Antonio                                       |                                   |
| 1982 | Monseñor                                          | Cardinal Santoni                                  |                                   |
| 1982 | Se busca a Jesús                                  | Don Filippo                                       |                                   |
| 1982 | A Estrangeira                                     | André                                             |                                   |
| 1981 | Trágala‚ perro                                    | Juez                                              |                                   |
| 1981 | Casta y pura                                      | Antonio Di Maggio                                 |                                   |
| 1981 | El crimen de Cuenca                               | Contreras                                         |                                   |
| 1981 | Le bouffon                                        | M. Georges                                        | TV Movie                          |
| 1981 | Dulce piel de mujer                               | Editor                                            |                                   |
| 1981 | La verdadera historia de la dama de las camelias  | Count Stackelberg                                 |                                   |
| 1980 | Cabo Blanco                                       | Policia Torredo                                   |                                   |
| 1980 | Memorias de Leticia Valle                         | Don Fernando Valle                                |                                   |
| 1979 | Quinteto                                          | Grigor                                            |                                   |
| 1979 | El gran atasco                                    | Carlo                                             |                                   |
| 1978 | Rebeldía                                          | Don Luis                                          |                                   |
| 1978 | Le dernier amant romantique                       | Max                                               |                                   |
| 1978 | I problemi di Don Isidro                          | Don Isidro Parodi                                 | Sèrie de TV (4 episodis)          |
| 1977 | Ese oscuro objeto del deseo                       | Mathieu Faber                                     |                                   |
| 1977 | Uppdraget                                         | Bidara                                            |                                   |
| 1977 | Locchio dietro la parete                          | Ivano                                             |                                   |
| 1977 | Elisa, vida mía                                   | Luis                                              |                                   |
| 1977 | Jesús de Nazaret                                  | Gaspar                                            | minisèrie (4 episodis)            |
| 1976 | El viaje de los malditos                          | President Bru                                     |                                   |
| 1976 | Los orígenes de la mafia                          | Baron Della Spina                                 | minisèrie (5 episodis)            |
| 1976 | El Desierto de los Tártaros                       | Nathanson                                         |                                   |
| 1976 | A Matter of Time                                  | Charles Van Maar                                  |                                   |
| 1976 | Manuela                                           | Don Ramón                                         |                                   |
| 1976 | Excelentísimos cadáveres                          | Security Minister                                 |                                   |
| 1976 | El segundo poder                                  | Cardenal                                          |                                   |
| 1976 | Striptease                                        | Alfonso                                           |                                   |
| 1975 | Pasqualino. Siete bellezas                        | Pedro the Anarchist Prisoner                      |                                   |
| 1975 | French Connection II                              | Alain Charnier                                    |                                   |
| 1975 | Corruzione al palazzo di giustizia                | Judge Vanini                                      |                                   |
| 1974 | La mujer con botas rojas                          | Perrot                                            |                                   |
| 1974 | La gran burguesía                                 | Prof. Murri                                       |                                   |
| 1974 | Díselo con flores                                 | Jacques Berger                                    |                                   |
| 1974 | Noche de teatro                                   | Don Juan Manuel de Montenegro                     | Sèrie de TV (1 episodi)           |
| 1973 | Colmillo Blanco                                   | Father Oatley                                     |                                   |
| 1973 | La chute dun corps                                | M. Nansoit                                        |                                   |
| 1973 | One Way                                           | Mr. David                                         |                                   |
| 1973 | La policía detiene‚ la ley juzga                  | Cafiero                                           |                                   |
| 1973 | Tarot                                             | Arthur                                            |                                   |
| 1973 | Pena de muerte                                    | Oscar                                             |                                   |
| 1972 | El discreto encanto de la burguesía               | Don Rafael                                        |                                   |
| 1972 | La duda                                           | Don Rodrigo - Conde de Albrit                     |                                   |
| 1972 | Chicas de club                                    | Padrino Elisa                                     |                                   |
| 1972 | Blanco‚ rojo y...                                 | el director de l'hospital                         |                                   |
| 1972 | Marco Antonio y Cleopatra                         | Lepidus                                           |                                   |
| 1972 | Coartada en disco rojo                            | Inspector Nardi                                   |                                   |
| 1972 | Esa clase de amor                                 | Giovannas father                                  |                                   |
| 1971 | Una ciudad llamada Bastarda                       | Old Blind Man                                     |                                   |
| 1971 | The French Connection                             | Alain Charnier                                    |                                   |
| 1971 | La luz del fin del Mundo                          | Captain Moriz                                     |                                   |
| 1971 | Los fríos ojos del miedo                          | Juez Flower                                       |                                   |
| 1971 | Historia de una traición                          | Luis                                              |                                   |
| 1970 | Los compañeros                                    | Prof. Xantos                                      |                                   |
| 1970 | La cólera del viento                              | Don Antonio                                       |                                   |
| 1970 | Aoom                                              |                                                   |                                   |
| 1970 | Cuentos y leyendas                                | Timoteo                                           | Sèrie de TV (1 episodi)           |
| 1970 | Tristana                                          | Don Lope                                          |                                   |
| 1970 | Los libertinos                                    | Jaime Xenos                                       |                                   |
| 1969 | La muerte de un presidente                        | Pinkerton                                         |                                   |
| 1969 | Un sudario a la medida                            | Marco Augusto                                     |                                   |
| 1969 | La furia de los siete magníficos                  | Quintero                                          |                                   |
| 1968 | Una historia inmortal                             | Merchant                                          | TV Movie                          |
| 1968 | Fábulas                                           | Antonio / Diego Valdés                            | Sèrie de TV (2 episodis)          |
| 1968 | La pequeña comedia                                |                                                   | Sèrie de TV (3 episodis 1966-68)  |
| 1968 | Villa cabalga                                     | Fuentes                                           |                                   |
| 1967 | Amor en el aire                                   | Carlos Mª Saldiez                                 |                                   |
| 1967 | Cervantes                                         | Filipe II                                         |                                   |
| 1967 | Estudio 1                                         | Boris Trigorin                                    | Sèrie de TV (1 episodi)           |
| 1967 | Novela                                            |                                                   | Sèrie de TV (1 episodi)           |
| 1967 | Robo de diamantes                                 | Col. Romero                                       |                                   |
| 1967 | Historia de la frivolidad                         | Gent                                              | TV Movie                          |
| 1967 | Más allá de las montañas                          | Ibram                                             |                                   |
| 1966 | Joe‚ el implacable                                | Reverend Rattigan                                 |                                   |
| 1966 | Tiempo y hora                                     |                                                   | Sèrie de TV (11 episodis 1965-66) |
| 1966 | El regreso de los siete magníficos                | Priest                                            |                                   |
| 1966 | El Greco                                          | Felip II.                                         |                                   |
| 1966 | Cartas boca arriba                                | Sir Percy                                         |                                   |
| 1965 | Der Marquis - der Mann‚ der sich verkaufen wollte | Verleger Ramos                                    |                                   |
| 1965 | Misión Lisboa                                     | Agent of the New World Organization               |                                   |
| 1965 | Primera fila                                      |                                                   | Sèrie de TV (5 episodis 1964-65)  |
| 1965 | Don Quijote von der Mancha                        | Der Herzog / el duc                               | minisèrie (4 episodis)            |
| 1965 | El último rey de los incas                        | President Castillo                                |                                   |
| 1965 | El hijo del pistolero                             | Don Pedro Fortuna                                 |                                   |
| 1965 | Tras la puerta cerrada                            | Burgess                                           | Sèrie de TV (4 episodis)          |
| 1965 | España insólita                                   | (veu)                                             |                                   |
| 1965 | Campanadas a medianoche                           | Worcester                                         |                                   |
| 1965 | El diablo también llora                           | Ramòn Quiroga                                     |                                   |
| 1965 | Operación relámpago                               | Goldginger                                        |                                   |
| 1965 | Confidencias                                      |                                                   | Sèrie de TV (2 episodis)          |
| 1965 | Pobre Diablo                                      |                                                   | Sèrie de TV (1 episodi)           |
| 1965 | Los jueces de la Biblia (Gedeón y Sansón)         | Lo straniero / The Stranger - Angel of the Lord   |                                   |
| 1964 | La hora incógnita                                 | Sacerdote                                         |                                   |
| 1964 | Fin de semana                                     | Entrevistador                                     |                                   |
| 1964 | Los Palomos                                       | Don Alberto                                       |                                   |
| 1964 | La nueva Cenicienta                               | Juan Echarre                                      |                                   |
| 1964 | El espontáneo                                     | El Rico Pintor                                    |                                   |
| 1964 | Escuela de maridos                                |                                                   | Sèrie de TV (3 episodis)          |
| 1964 | Gran teatro                                       | Coronel Wealey                                    | Sèrie de TV (2 episodis)          |
| 1964 | La noche al hablar                                | Robert                                            | Sèrie de TV (1 episodi)           |
| 1964 | A escape libre                                    | Commissioner of Beirut harbor                     |                                   |
| 1964 | El señor de La Salle                              | Lluís XIV                                         |                                   |
| 1963 | Encrucijada mortal                                | Sanchez                                           |                                   |
| 1963 | El precio de la muerte                            | Police Official                                   |                                   |
| 1964 | Platea                                            |                                                   | Sèrie de TV (1 episodi)           |
| 1963 | El valle de las espadas                           | Ramir II‚ rey de Lleó                             |                                   |
| 1962 | Scheherezade                                      | Acteur                                            |                                   |
| 1962 | La cara del terror                                | Dr. Charles Taylor                                |                                   |
| 1962 | Tierra Brutal                                     | Don Hernán                                        |                                   |
| 1962 | Los titanes                                       | Hoher Priester                                    |                                   |
| 1962 | Rogelia                                           | Máximo García                                     |                                   |
| 1961 | Siempre es domingo                                | Juez Andonelli                                    |                                   |
| 1961 | Fantasmas en la casa                              | Raimundo Rodríguez de Toledo                      |                                   |
| 1961 | Viridiana                                         | Don Jaime                                         |                                   |
| 1961 | Goliat contra los gigantes                        | Bokan the Usurper                                 |                                   |
| 1961 | Teresa                                            | Profesor Héctor de la Barrera                     |                                   |
| 1960 | Pensión de mujeres                                |                                                   | Sèrie de TV (3 episodis)          |
| 1960 | La rebelión de los esclavos                       | Valerio                                           |                                   |
| 1960 | Don Lucio y el hermano pío                        | Señor Aguilar                                     |                                   |
| 1960 | Vida sin risas                                    |                                                   |                                   |
| 1960 | Culpables                                         | Mario                                             |                                   |
| 1959 | Las dos y media y... veneno                       | Ramón                                             |                                   |
| 1959 | Los últimos días de Pompeya                       | Arbaces‚ High Priest of Isis                      |                                   |
| 1959 | Sonatas (Las aventuras del marqués de Bradomin)   | Captain Casares                                   |                                   |
| 1959 | Mission in Morocco                                | Princ Achmed                                      |                                   |
| 1959 | Parque de Madrid                                  | Don Luis                                          |                                   |
| 1958 | ¡Viva lo imposible!                               | Narrador (veu) (no surt als crèdits)              |                                   |
| 1958 | La Rana Verde                                     | Narrador (veu)                                    |                                   |
| 1958 | La venganza                                       | Escritor                                          |                                   |
| 1958 | Los joyeros del claro de luna                     | Tío (versión alt.)                                |                                   |
| 1958 | Sevilla Penitente                                 | Narrador (veu)                                    | Documental                        |
| 1957 | Un marido de ida y vuelta                         | Paco                                              |                                   |
| 1957 | Madrugada                                         | Mauricio (veu) (no surt als crèdits)              |                                   |
| 1957 | Horas de pánico                                   | Inspector Alfonso Martínez                        |                                   |
| 1957 | Faustina                                          | Valentín                                          |                                   |
| 1956 | Don Juan                                          | Don Iñigo                                         |                                   |
| 1956 | Playa prohibida                                   |                                                   |                                   |
| 1956 | La vida en un bloc                                | (veu) (no surt als crèdits)                       |                                   |
| 1955 | Marcelino pan y vino                              | Monjo narrador                                    |                                   |
| 1954 | Cómicos                                           | Miguel                                            |                                   |
| 1954 | El alcalde de Zalamea                             | El Rey                                            |                                   |
| 1954 | Crimen en el entreacto                            |                                                   |                                   |
| 1953 | Aeropuerto                                        | Fernando                                          |                                   |
| 1953 | ¡Bienvenido‚ Míster Marshall!                     | Narrador (veu)                                    |                                   |
| 1953 | Cabaret                                           | Carlos Jiménez                                    |                                   |
| 1952 | La laguna negra                                   | Miguel                                            |                                   |
| 1951 | La señora de Fátima                               | Lorenzo Duarte                                    |                                   |
| 1951 | La trinca del aire                                | Narrador (veu)                                    |                                   |
| 1951 | Cielo negro                                       | Ángel López Veiga                                 |                                   |
| 1949 | Sabela De Cambados                                | Narrador (veu)                                    |                                   |
| 1949 | Aventuras de Juan Lucas                           | Juan Lucas                                        |                                   |
| 1948 | Mare Nostrum                                      | Ulises / Capitán Ferragut                         |                                   |
| 1948 | Noche de reyes                                    |                                                   |                                   |
| 1948 | Locura de amor                                    | Felipe el Hermoso                                 |                                   |
| 1948 | Si te hubieses casado conmigo                     | Enrique Marín Rubio                               |                                   |
| 1947 | Fuenteovejuna                                     | Frondoso                                          |                                   |
| 1947 | Don Quijote de la Mancha                          | Sansón Carrasco                                   |                                   |
| 1947 | Reina santa                                       | Infante Alfonso                                   |                                   |
| 1946 | La pródiga                                        | José                                              |                                   |
| 1945 | Tierra sedienta                                   |                                                   |                                   |
| 1945 | Los últimos de Filipinas                          | Juan Chamizo                                      |                                   |
| 1944 | Eugenia de Montijo                                | Duque de Alba                                     |                                   |
| 1940 | Leyenda rota                                      | Extra (no surt als crèdits)                       |                                   |
| 1940 | El rey que rabió                                  | Extra (no surt als crèdits)                       |                                   |
| 1939 | Los cuatro robinsones                             |                                                   |                                   |

## Premis
- Festival Internacional de Cinema de Sant Sebastià 1972: Premi al millor actor per La duda
- Festival de Cannes 1977: Premi al millor actor per Elisa, el meu amor
- Medalla d'Or al Mèrit en les Belles Arts del Ministeri d'Educació, Cultura i Esports l'any 1982[2]
- Festival Internacional de Cinema de Sant Sebastià 1988: Conquilla de Plata al millor actor per Diario de invierno i El aire de un crimen
- Premi Goya 1989: Goya al millor actor per Diario de invierno